# Кубок Туреччини з футболу
Ку́бок Туре́ччини з футбо́лу (тур. Türkiye Kupası) — другий за значимістю після чемпіонату футбольний турнір у Туреччині, у якому визначається володар національного кубка. Проходить за системою плей-оф. Заснований у 1962 році.

## Переможці
| Клуб                | Перемоги | Фінали | Переможні роки                                                                                                   |
| ------------------- | -------- | ------ | --- |
| Галатасарай         | 19       | 5      | 1963, 1964, 1965, 1966, 1973, 1976, 1982, 1985, 1991, 1993, 1996, 1999, 2000, 2005, 2014, 2015, 2016, 2019, 2025 |
| Бешикташ            | 11       | 6      | 1975, 1989, 1990, 1994, 1998, 2006, 2007, 2009, 2011, 2021, 2024                                                 |
| Трабзонспор         | 9        | 8      | 1977, 1978, 1984, 1992, 1995, 2003, 2004, 2010, 2020                                                             |
| Фенербахче          | 7        | 11     | 1968, 1974, 1979, 1983, 2012, 2013, 2023                                                                         |
| Алтай               | 2        | 5      | 1967, 1980 |
| Анкарагюджю         | 2        | 3      | 1972, 1981 |
| Генчлербірлігі      | 2        | 3      | 1987, 2001 |
| Гезтепе             | 2        | 1      | 1969, 1970 |
| Коджаеліспор        | 2        | -      | 1997, 2002 |
| Бурсаспор           | 1        | 5      | 1986 |
| Ескішехірспор       | 1        | 3      | 1971 |
| Кайсеріспор         | 1        | 1      | 2008 |
| Акхісар Беледієспор | 1        | 1      | 2018 |
| Сакар'яспор         | 1        | -      | 1988 |
| Коньяспор           | 1        | -      | 2017 |
| Сівасспор           | 1        | -      | 2022 |